# Adam z Lublina
Adam z Krakowa (występuje również jako Adam z Lublina lub Monogramista „A”) (ur. ?, zm. ok. 1518) – anonimowy malarz aktywny w Małopolsce, głównie w Krakowie, w ostatnim dwudziestoleciu XV wieku i pierwszym dwudziestoleciu XVI wieku.

## Życie i twórczość
Prawdopodobnie pochodził z Lublina; pod takim imieniem występował w 1481 roku, gdy przyjmował prawa miejskie Krakowa. Jego poręczycielem był Stanisław Stary i malarz Wincenty (Vicens). Pierwsze wzmianki o artyście pochodzą z akt miejskich Krakowa. Imię malarza występuje tam kilkakrotnie w latach 1481–1510. W latach 1491, 1493, 1497, 1499 oraz kilkakrotnie w okresie 1504–1510, kirdy był starszym cechu malarzy. W 1493 roku występował jako poręczyciel przy staraniach o obywatelstwo Krakowa miniaturzysty Jana Żernickiego, twórcy miniatur w tzw. Kodeksie Baltazara Behema a w roku 1496 malarza Wincentego Berga. W 1497 roku otrzymał zapłatę w wysokości 49 florenów za wykonanie obrazów do kościoła w Książu Wielkim. Jeszcze w 1965 roku, polski historyk sztuki Michał Walicki przypisywał mu wykonanie Tryptyku św. Mikołaja z kościoła parafialnego w Więcławicach, który mógł powstać w którejś z krakowskich pracowni. Dzieło miało na tarczy herbowej literę „A” i datę 1477. Atrybucja została podważona, gdy wykazano, iż herb został domalowany w 1 ćw. XVI wieku a znak nie jest literą lecz symbolem o cechach heraldycznych.
Kolejne informacje o malarzu można znaleźć w dwóch kontraktach zawartych z radą miasta Olkusza w 1486 i 1487 roku. Według pierwszego kontraktu podpisanego 22 marca 1486 roku, zawartego pomiędzy radą miejską Olkusza reprezentowaną przez przeora Tomasza z krakowskiego konwentu augustianów a Adamem z Lublina i snycerzem ojcem N z krakowskiego klasztoru zakonu augustianów, malarz zobowiązywał się do wykonania dla klasztoru augustiańskiego w Olkuszu poliptyku, „obrazów podwójnie zamykanych” a snycerz na wykonanie w kwaterze środkowej rzeźbionej sceny przedstawiającej Wniebowzięcie Matki Boskiej. Dodatkowo ołtarz miał wykonany być na wzór poliptyku z kościoła farnego św. Andrzeja wykonany przez Jana Wielkiego. Wartość całego zamówienia opiewała na kwotę 180 dukatów węgierskich. W kwietniu 1487 roku Adam z Lublina zawarł drugą umowę, w której z powodu większego zakresu prac domagał się większego wynagrodzenia za zamówioną pracę. W marcu tego samego roku zmieniono wykonawcę rzeźb na Jana z Krakowa. Umowa w kolejnych latach była kilkakrotnie modyfikowana. Ostatecznie Adam z Lublina miał otrzymać 180 dukatów a snycerz 40. Malarz wywiązał się z umowy, jednakże zapłatę za wykonaną pracę nie otrzymał o czasie, a proces o wypłatę reszty należności trwał do 1492 roku.
W jego warsztacie kształcił się m.in. czeladnik Paweł (1498), Stanisław Kantorek z Chęcin (od 1503-1508), Albert Koza oraz jego syn również Adam. Ostatni wpis z jego imieniem odnotowano 1 marca 1520 roku. W czerwcu pojawiła się wzmianka o Barbarze, wdowie po zmarłym malarzu Adamie.